# Katharine Holmes
Katharine Holmes (Washington, 15 de julio de 1993) es una deportista estadounidense que compite en esgrima, especialista en la modalidad de espada.
Ganó una medalla de oro en el Campeonato Mundial de Esgrima de 2018, en la prueba por equipos. Participó en dos Juegos Olímpicos de Verano, ocupando el quinto lugar en Río de Janeiro 2016 y el quinto en Tokio 2020, en la prueba por equipos.

## Palmarés internacional
| Campeonato Mundial | Campeonato Mundial | Campeonato Mundial | Campeonato Mundial |
| Año                | Lugar              | Medalla            | Prueba             |
| ------------------ | ------------------ | ------------------ | ------------------ |
| 2018               | Wuxi (China)       | Medalla de oro     | Espada por equipos |